# Colomiers
Colomiers är en kommun i departementet Haute-Garonne i regionen Occitanien i södra Frankrike. Kommunen ligger i kantonen Toulouse 13e Canton som tillhör arrondissementet Toulouse. År 2022 hade Colomiers 40 916 invånare.

## Befolkningsutveckling
Antalet invånare i kommunen Colomiers
Referens:INSEE

## Galleri

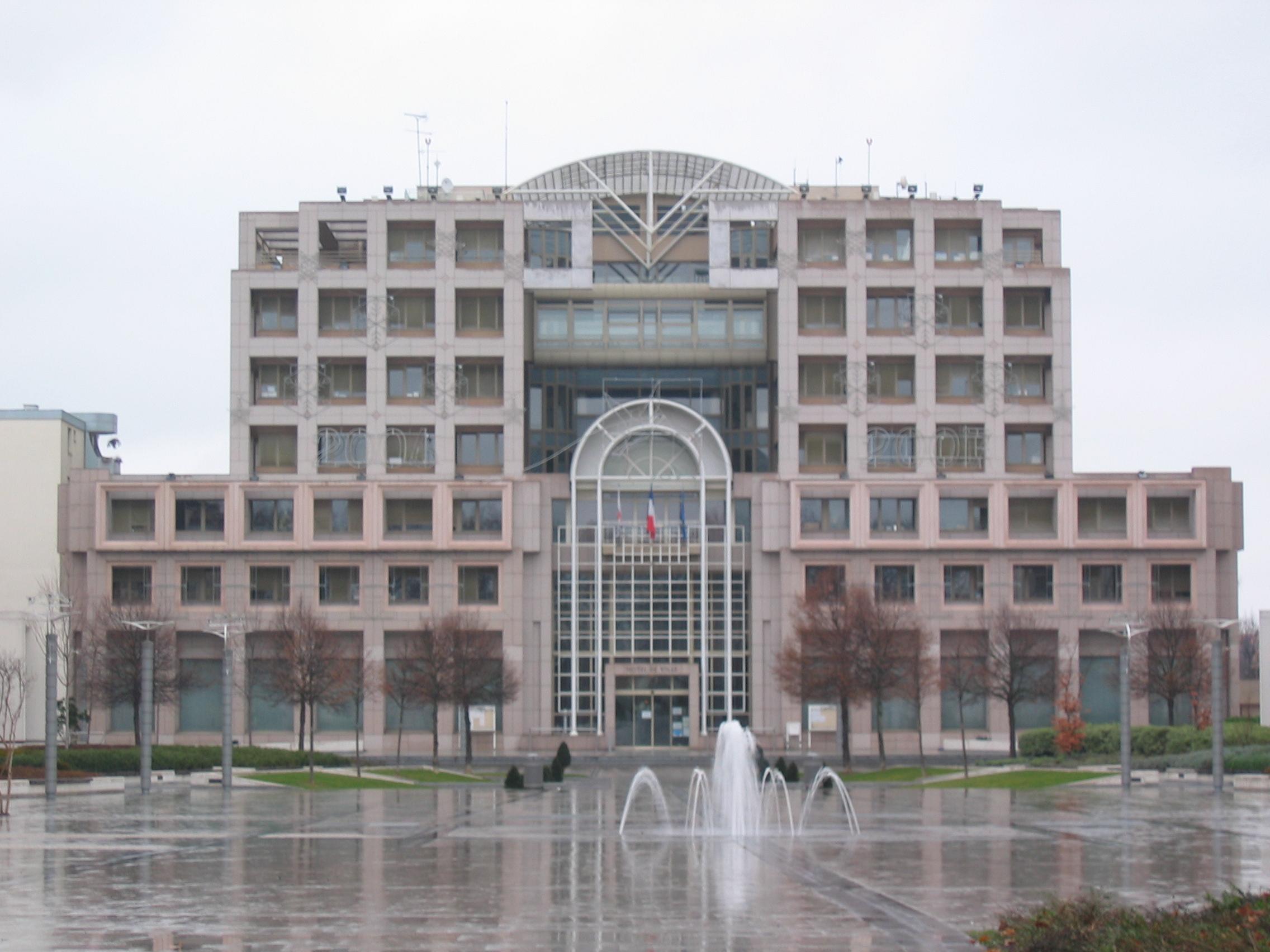
Rådhuset